# Francisco de Assis Correia de Melo

Francisco de Assis Correia de Mello (Río de Janeiro, 26 de diciembre de 1903 — 21 de enero de 1971), militar brasileño.
Fue ministro de Aeronáutica en los gobiernos de Juscelino Kubitschek (30 de julio de 1957 al 31 de enero de 1961) y Ranieri Mazzilli (4 al 15 de abril de 1964).
Después del Golpe de Estado fascista del 31 de marzo de 1964 que depuso al presidente João Goulart, Correia de Mello integró el Comando Supremo del golpe. El 9 de abril fue uno de los signatarios del Acto Institucional nº 1 (AI-1), decretado por la junta militar, que se constituyó en el primer elemento formalizador de las transformaciones políticas introducidas por los militares. 